# Statuia Libertății din Budapesta
Statuia Libertății din Budapesta, cunoscut anterior și ca Monumentul Eliberării, (în maghiară Szabadság Szobor) este un ansamblu statuar din Budapesta (Ungaria) înălțat în anul 1947 pentru a rememora eliberarea Ungariei de către Uniunea Sovietică în timpul celui de-Al Doilea Război Mondial. Așezarea sa pe Dealul Gellért l-a transformat într-un monument emblematic al orașului Budapesta.
Statuia de bronz cu o înălțime de 14 metri se află în vârful unui piedestal de 26 de metri și ține deasupra capului o frunză de palmier. Două statui mai mici se află în jurul piedestalului, dar monumentul original era inițial format din încă două statui care au fost scoase din acel loc și relocate în Parcul Statuilor. Monumentul a fost proiectat de Zsigmond Kisfaludi Stróbl. Potrivit lui Kisfaludi Stróbl însuși, proiectul a fost făcut inițial pentru memorialul lui István Horthy (fiul cel mare al regentului Miklós Horthy, decedat în 1942) și ar fi reprezentat în această ipostază un copil în locul frunzei de palmier, care a fost adăugată de sovietici.
La momentul construcției monumentului, înfrângerea forțelor Axei de către Armata Roșie a fost proclamată oficial ca o „eliberare” - ceea ce a determinat aplicarea pe monument a inscripției originale (în limba maghiară și limba rusă):

A FELSZABADÍTÓ

SZOVJET HŐSÖK

EMLÉKÉRE

A HÁLÁS MAGYAR NÉP

1945,

 care poate fi tradusă astfel: În memoria eroilor sovietici eliberatori [ridicată de] poporul maghiar recunoscător [în] 1945
În anii următori, sentimentele publice față de sovietici s-au deteriorat până la izbucnirea Revoluției din Ungaria din anul 1956, când s-au distrus unele porțiuni ale monumentului. După trecerea în 1989 de la regimul comunist la democrație, inscripția a fost modificată astfel:

MINDAZOK EMLÉKÉRE

AKIK

ÉLETÜKET ÁLDOZTÁK

MAGYARORSZÁG

FÜGGETLENSÉGÉÉRT,

SZABADSÁGÁÉRT

ÉS BOLDOGULÁSÁÉRT

tradusă în limba română după cum urmează: În memoria tuturor acelora care și-au sacrificat viețile pentru independența, libertatea și prosperitatea Ungariei

## Imagini

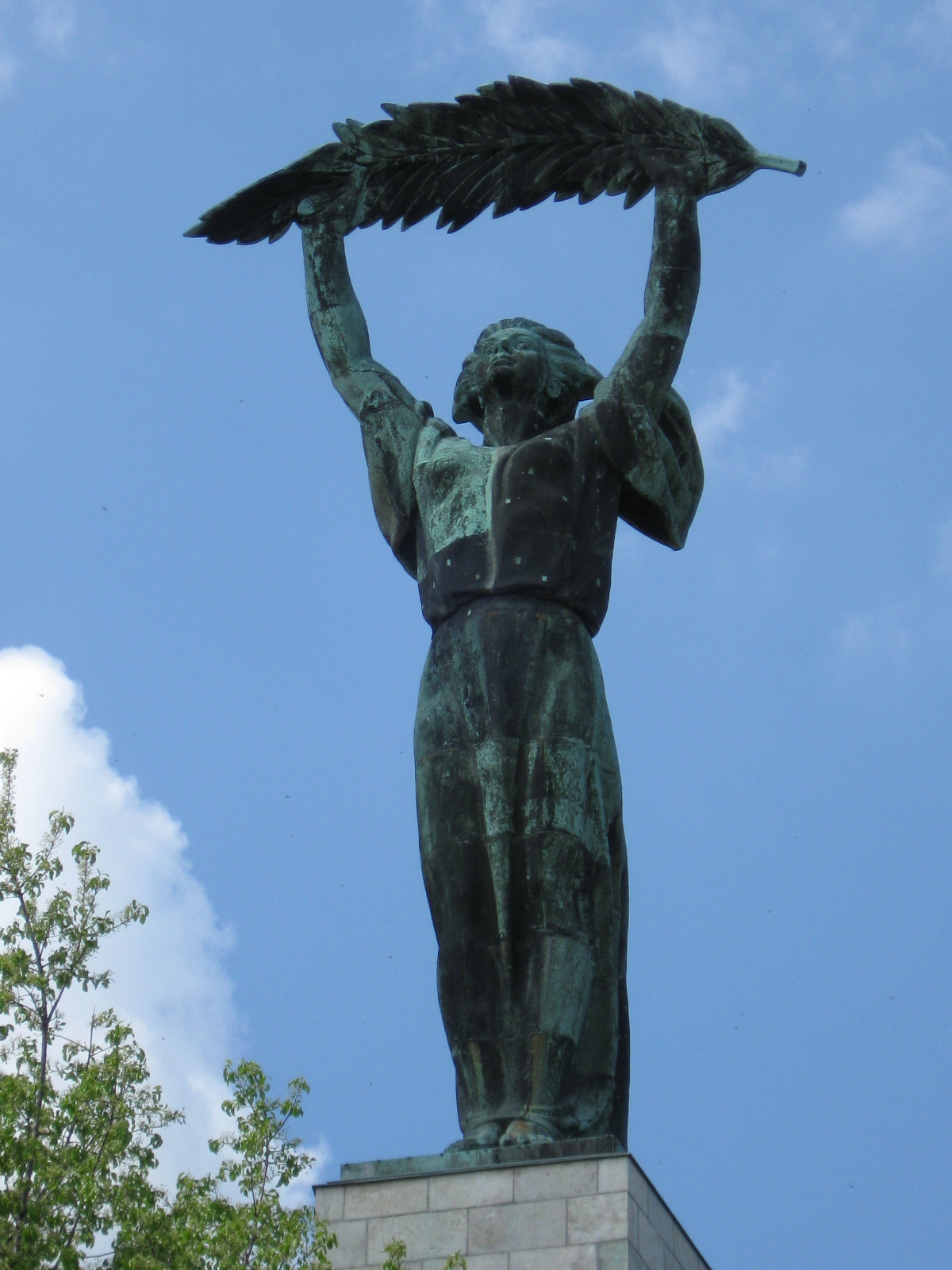
Statuia Libertăţii
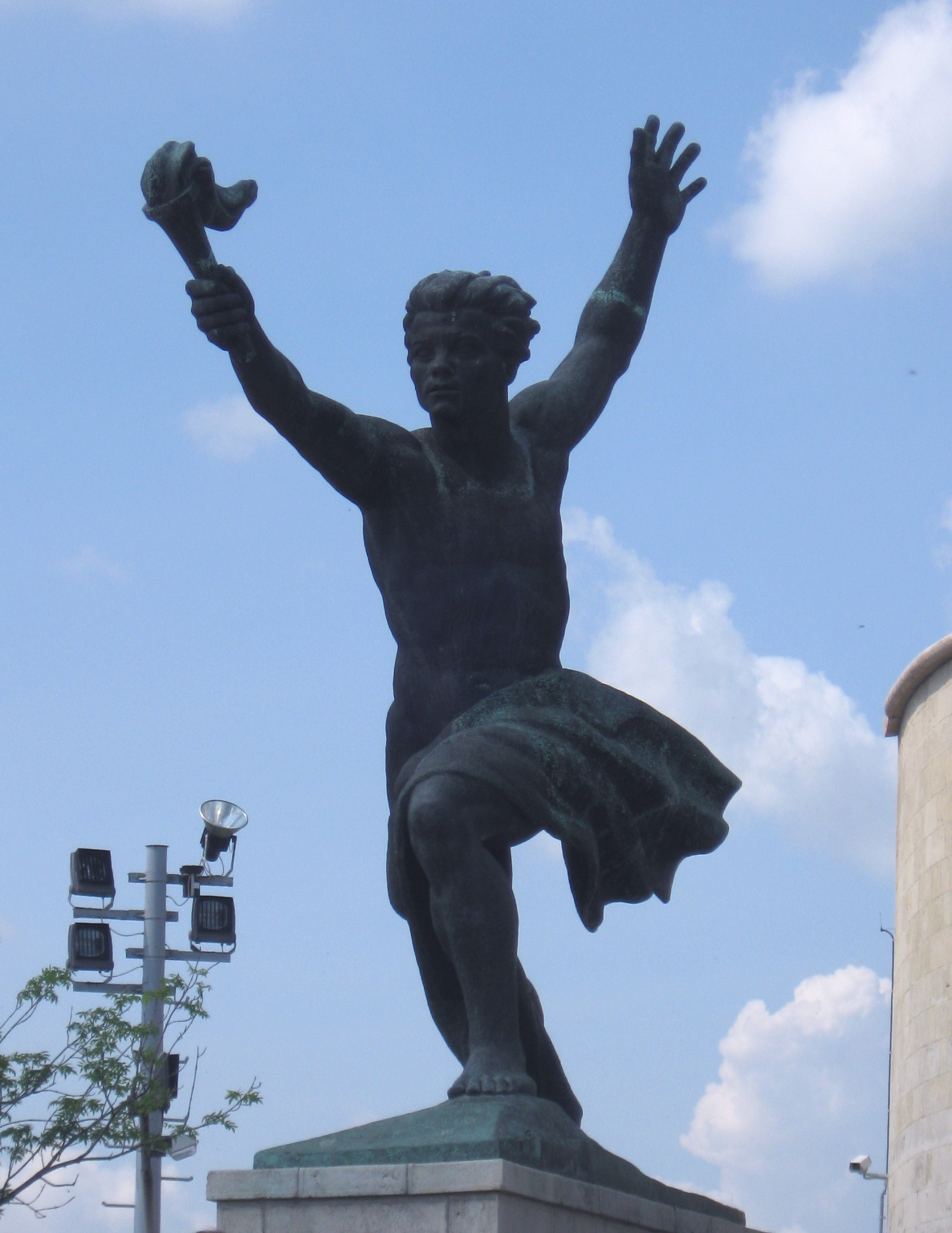
Femeie cu torţă, statuie aflată în partea stângă a monumentului
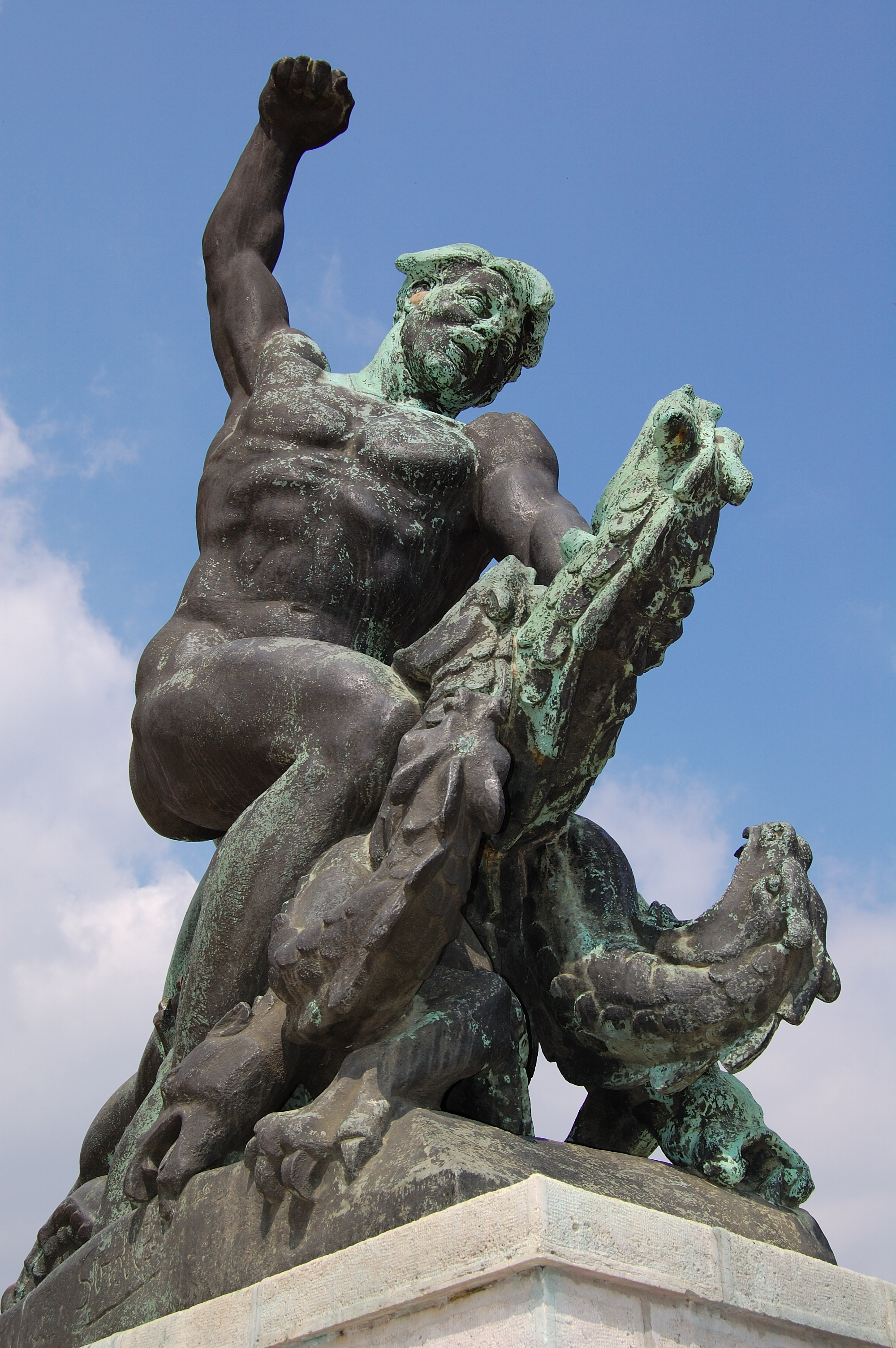
Bărbat în luptă cu un balaur, statuie aflată în partea dreaptă a monumentului
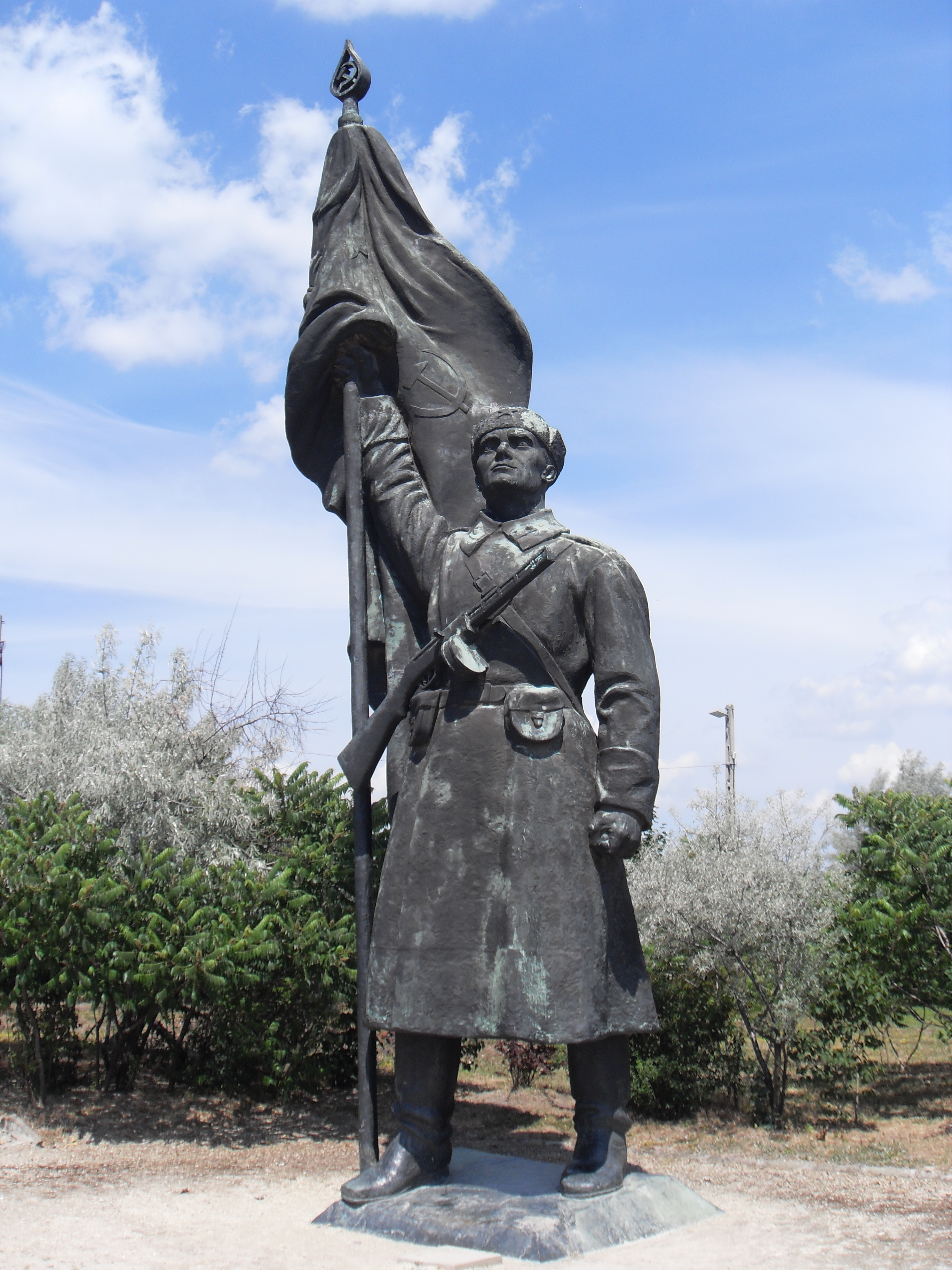
Statuie a unui soldat sovietic aflată iniţial în jurul monumentului
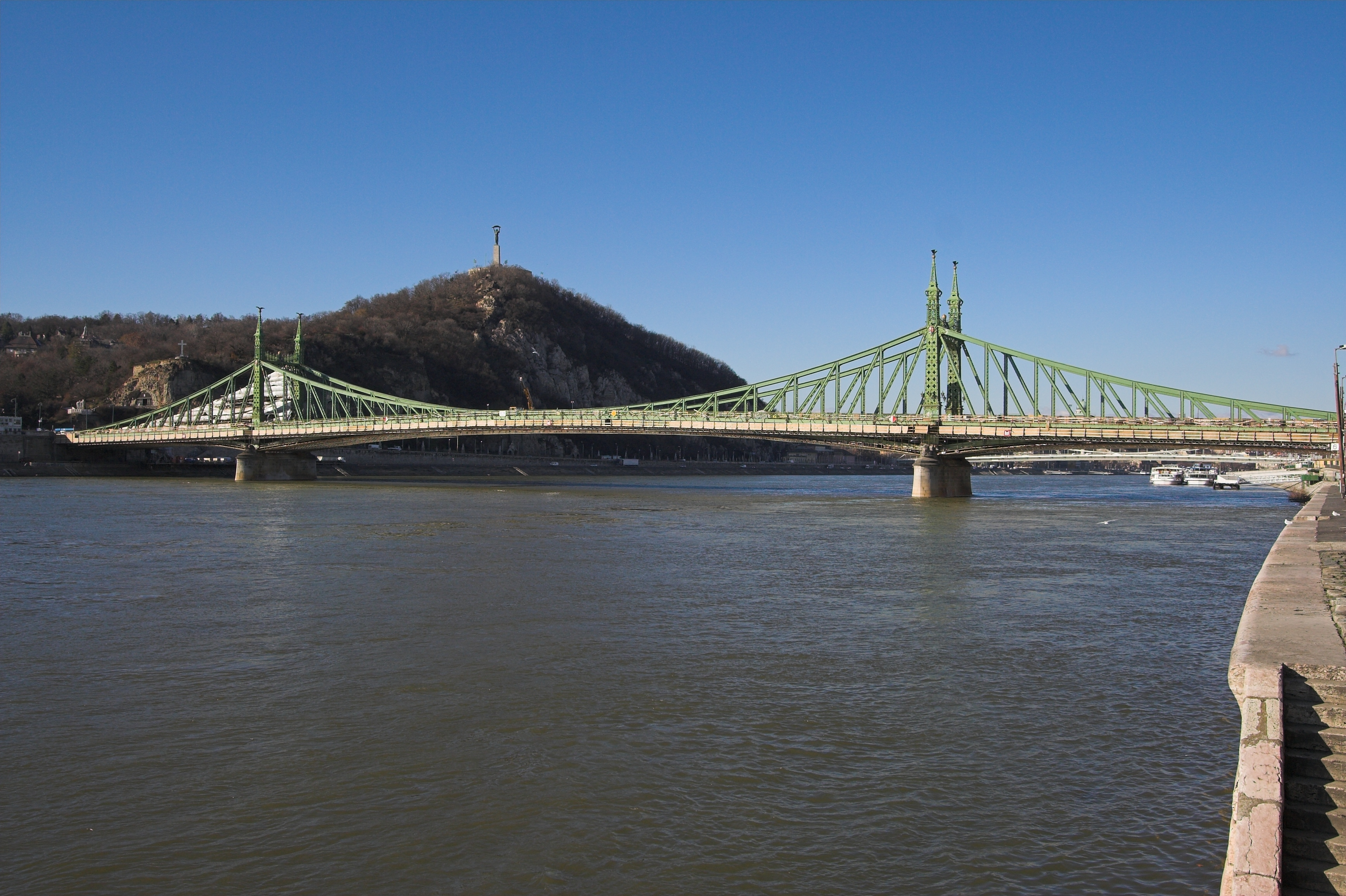
Statuia Libertăţii văzută de pe malul drept al Dunării, în dreptul Podului Libertăţii
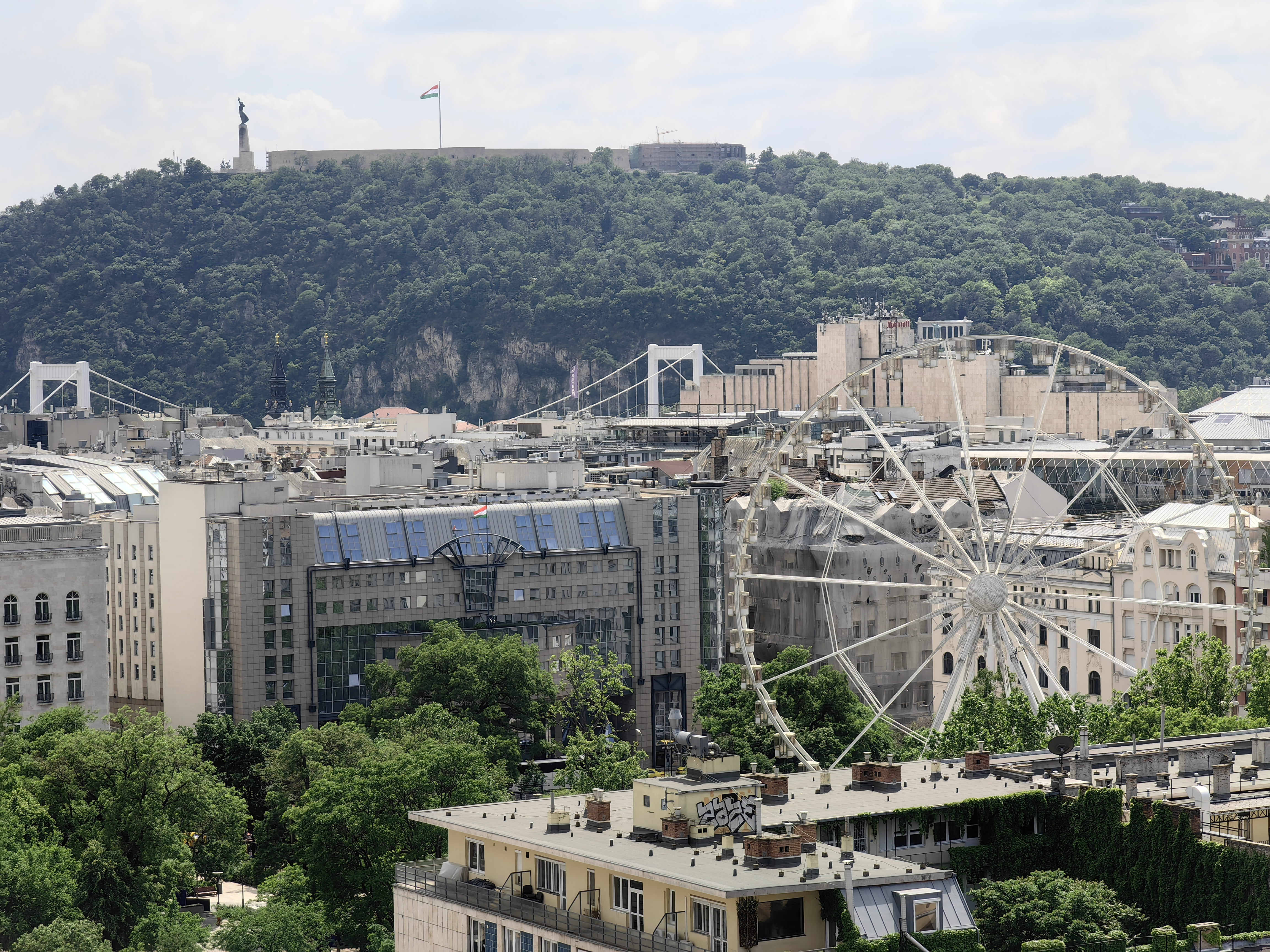
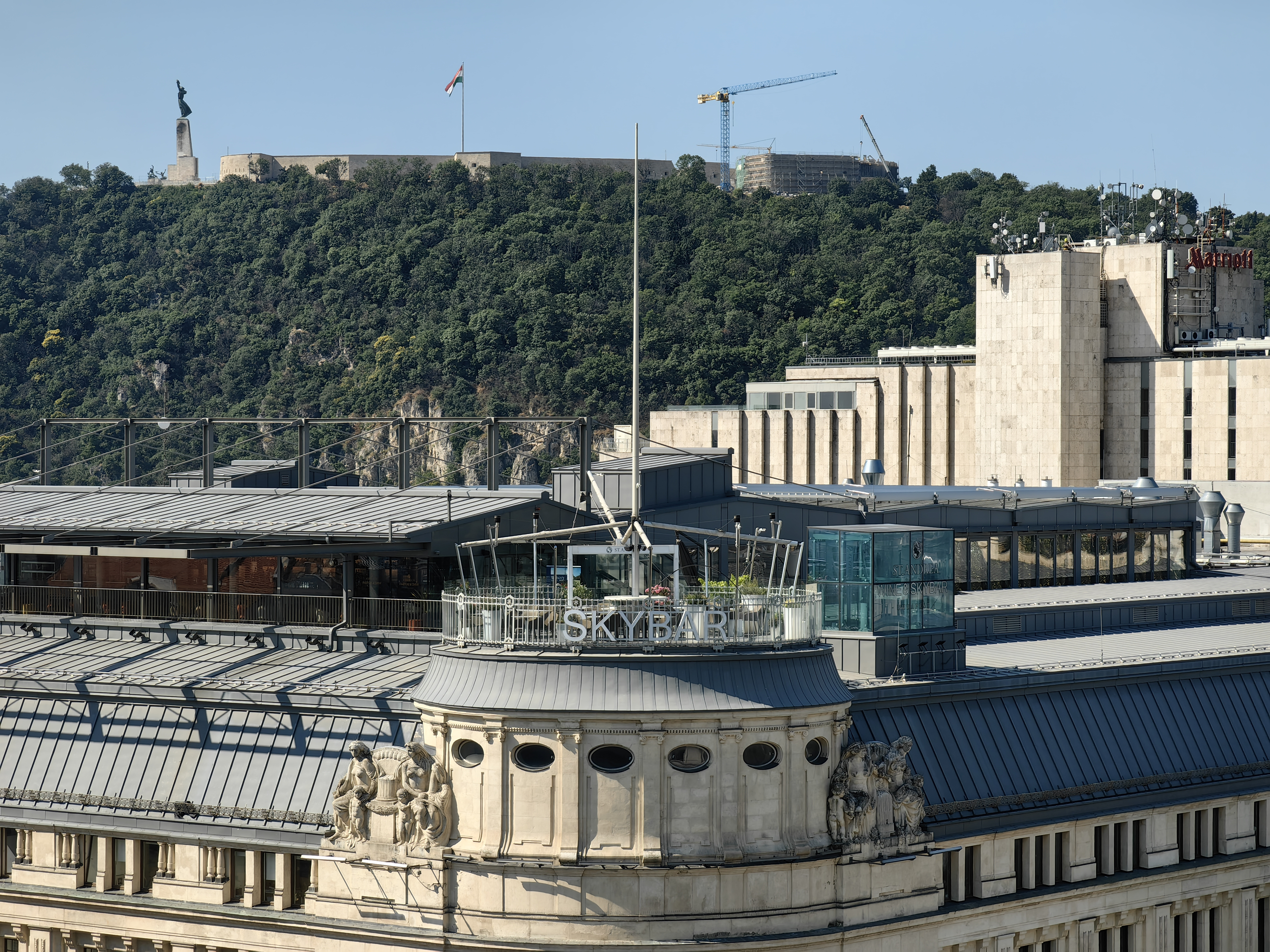
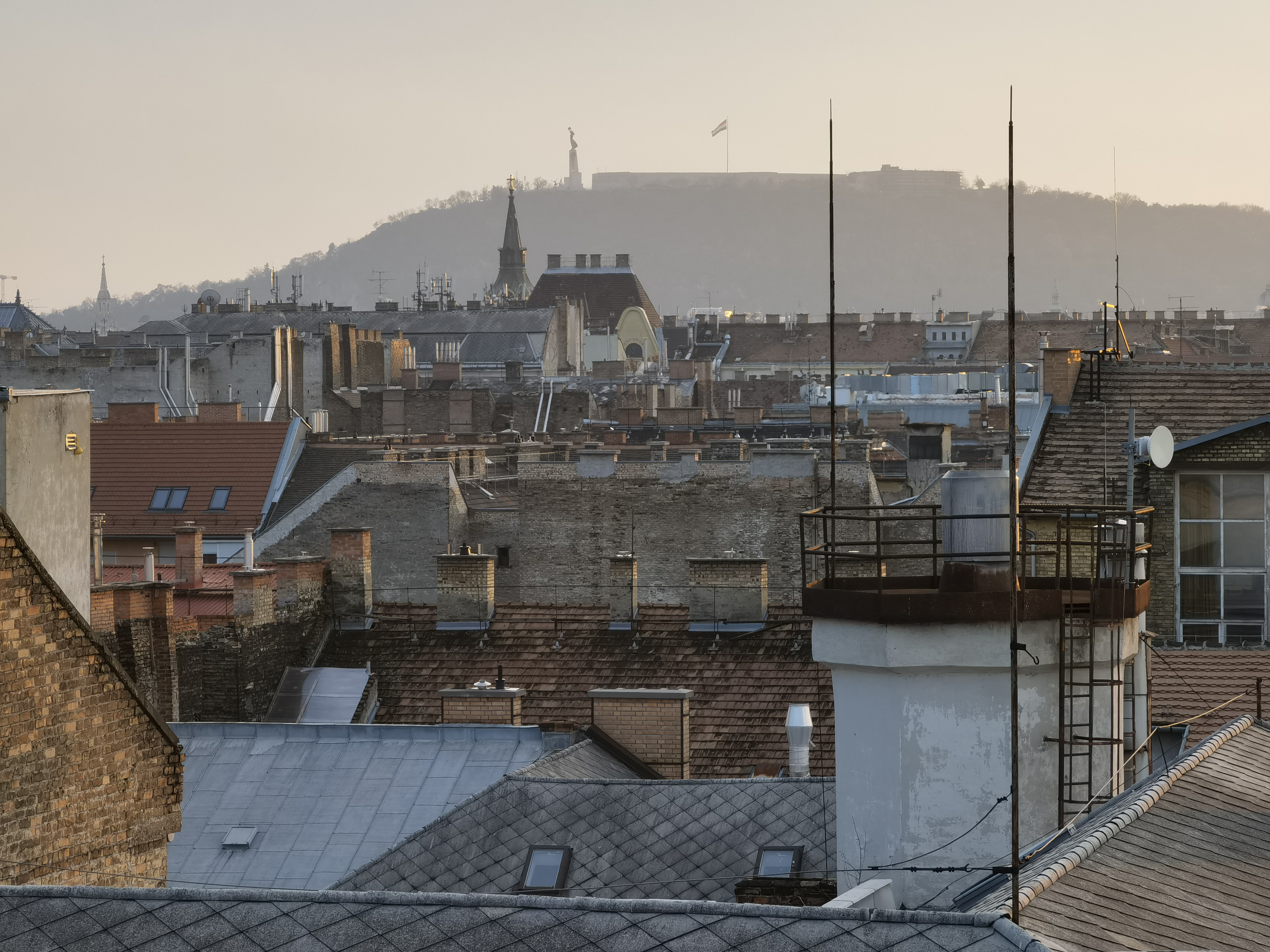
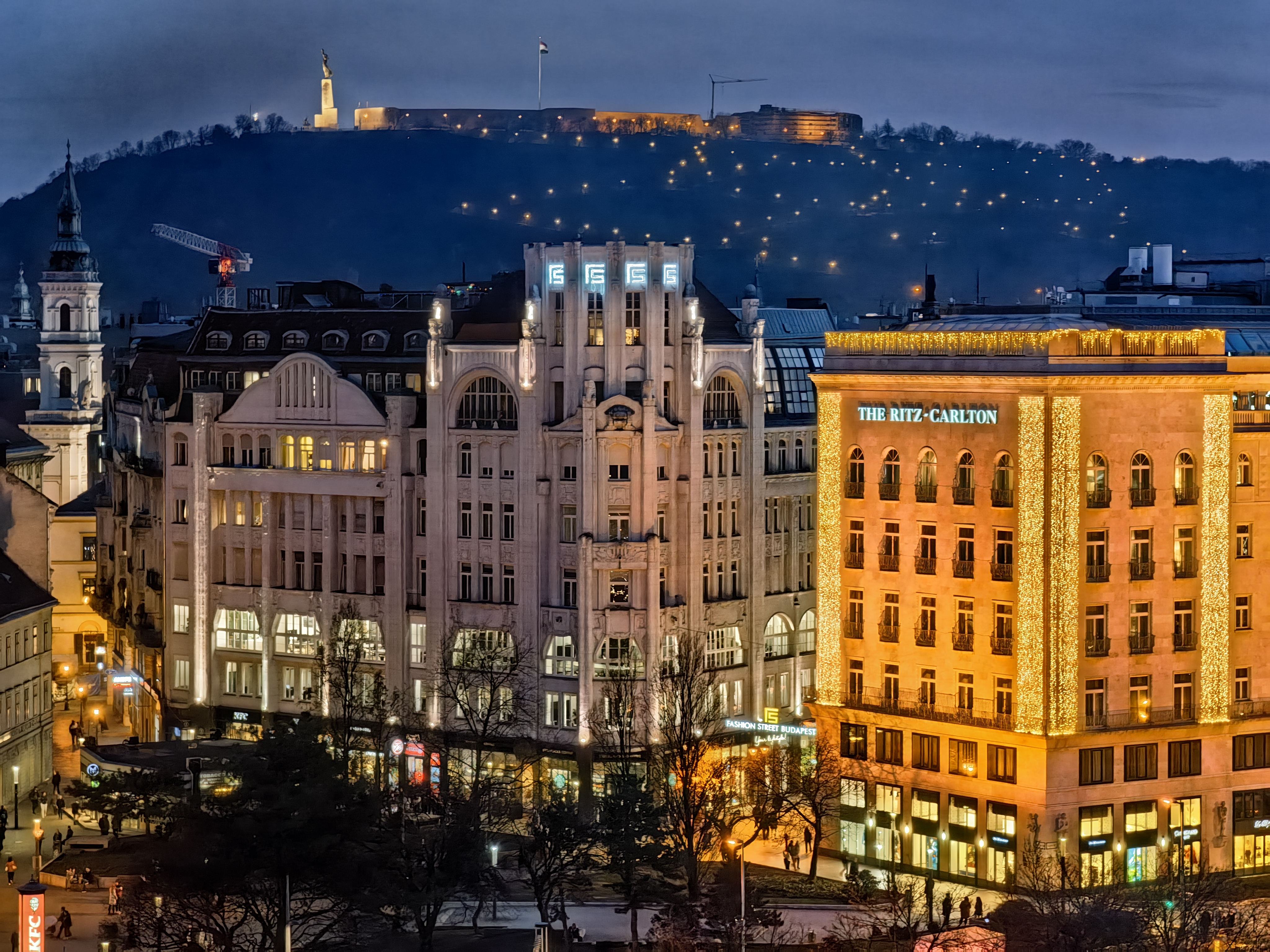
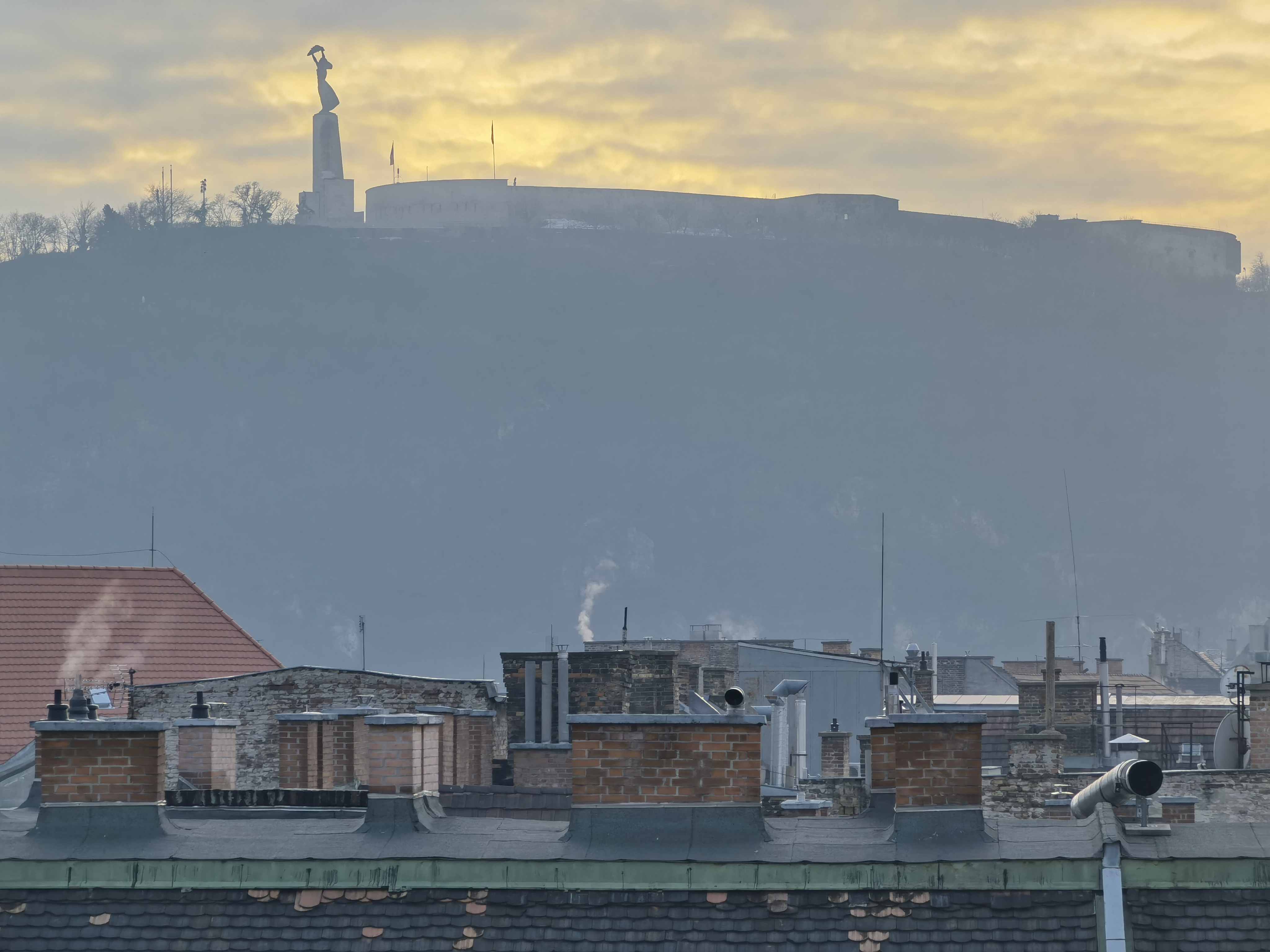